# Nierite
La nierite è un minerale descritto nel 1995 in base ad una scoperta avvenuta in alcuni meteoriti di tipo condrite ed approvato dall'IMA. Il nome è stato attribuito in onore del fisico statunitense Alfred Otto Carl Nier. Il minerale è un nitruro di silicio appartenente al sistema trigonale, è stato scoperto anche un minerale con la stessa composizione che cristallizza nel sistema esagonale ma la quantità trovata è così piccola che non è stato possibile caratterizzare adeguatamente la specie.

## Morfologia
La nierite è stata scoperta sotto forma di granuli tabulari di dimensioni 2x0,4μm da subedrali ad euedrali. Le caratteristiche fisiche ed ottiche non sono state determinate a causa dell'insufficiente dimensione dei campioni trovati ma il minerale è stato anche sintetizzato e quest'ultimo si presenta trasparente ed incolore che può diventare bruno, bruno-rossiccio con la sostituzione di alcuni atomi di azoto con atomi di ossigeno.

## Origine e giacitura
La nierite è stata trovata in alcuni meteoriti di tipo condrite ordinaria e condrite E (enstatite). Probabilmente si è formata per essoluzione dalla kamacite, dalla perryite e dalla schreibersite durante le fasi metamorfiche attraversate dal corpo che ha dato origine ai meteoriti.